# Sân vận động Rashid
Sân vận động Rashid (tiếng Ả Rập: استاد راشد) là một sân vận động đa năng ở Dubai, Các Tiểu vương quốc Ả Rập Thống nhất. Sân hiện đang được sử dụng chủ yếu cho các trận đấu bóng đá và bóng bầu dục. Sân vận động có sức chứa 12.000 người. Sân được xây dựng vào năm 1948.
Sân vận động đã tổ chức một số trận đấu của Giải vô địch bóng đá trẻ thế giới 2003, Giải vô địch bóng đá U-17 thế giới 2013, và Cúp bóng đá châu Á 2019.

## Cúp bóng đá châu Á 2019
Sân vận động Rashid đã tổ chức 5 trận đấu của Cúp bóng đá châu Á 2019, bao gồm một trận đấu vòng 16 đội.

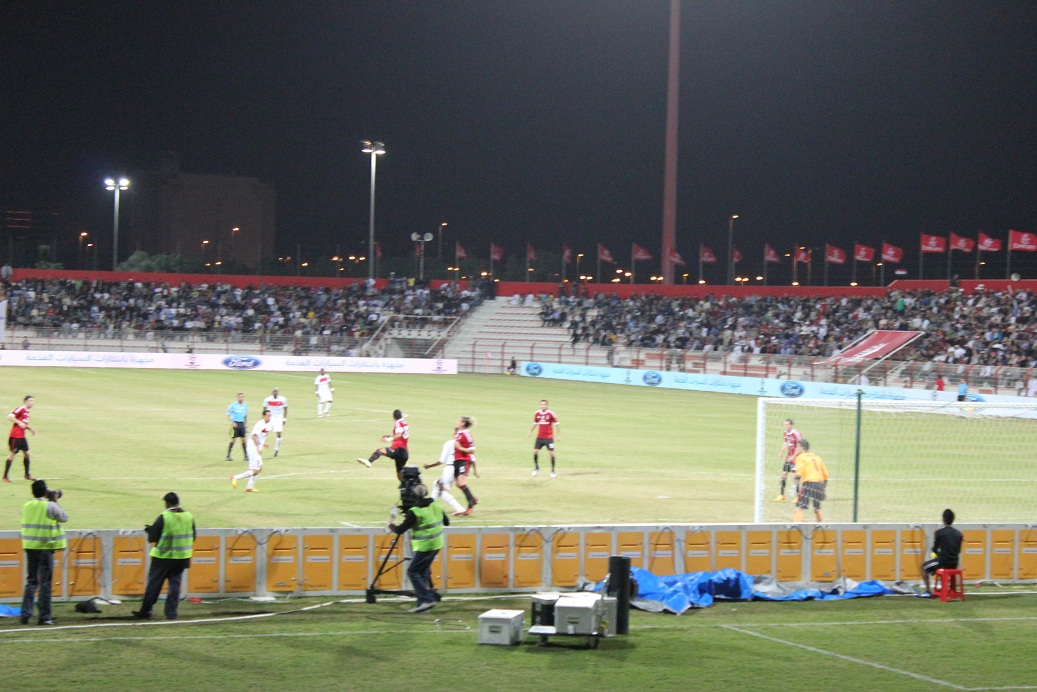
Sân vận động Rashid, tháng 1 năm 2012 (A.C. Milan vs PSG)

| Ngày                | Thời gian | Đội #1       | Kết quả    | Đội #2            | Vòng        | Khán giả |
| ------------------- | --------- | ------------ | ---------- | ----------------- | ----------- | -------- |
| 8 tháng 1 năm 2019  | 20:00     | Ả Rập Xê Út  | 4–0        | CHDCND Triều Tiên | Bảng E      | 5.075    |
| 11 tháng 1 năm 2019 | 15:00     | Palestine    | 0–3        | Úc                | Bảng B      | 11.915   |
| 13 tháng 1 năm 2019 | 20:00     | Turkmenistan | 0–4        | Uzbekistan        | Bảng F      | 4.354    |
| 16 tháng 1 năm 2019 | 17:30     | Kyrgyzstan   | 3–1        | Philippines       | Bảng C      | 4.217    |
| 22 tháng 1 năm 2019 | 17:00     | Hàn Quốc     | 2–1 (h.p.) | Bahrain           | Vòng 16 đội | 7.658    |